# 徐汝翼
徐汝翼（1530年—？），字君羽，號南孺，直隸松江府上海縣人，民籍，明朝政治人物。

## 生平
嘉靖四十三年（1564年）甲子科應天府鄉試第四十五名舉人。嘉靖四十四年（1565年）聯捷乙丑科二甲第五十六名進士。兵部观政，隆慶二年（1568年）十月授刑部主事，五年六月调兵部，六年二月升员外，十月升河南佥事，万历四年（1576年）七月升陕西参议，七年六月升福建副使，十年六月升广东参政，十二年五月給假。十四年正月听调，十五年十月补广西参政，十七年七月升广东按察使，二十年四月升广西右布政使，二十一年致仕。

## 家族
曾祖徐寰；祖父徐軿；父徐鏞，貢士贈员外郎。母丁氏，贈宜人。本生父欽，贈员外郎，生母朱氏，封太宜人。弟汝戴、汝貞、汝冀（举人）、汝禩。